# Бомба Кастро
Бомба Кастро (англ. Castro's Bomb) — американська електронна книга в жанрі альтернативної історії, написана Робертом Конроєм. Її вперше було опубліковано на Kindle 21 вересня 2011 року.

## Сюжет
У 1963 році, через рік після кубинської ракетної кризи, лідер Куби Фідель Кастро та кубинська армія використовують зброю, залишену Радянським Союзом, щоб захопити військову базу Сполучених Штатів у Гуантанамо, а потім спланувати ракетні удари по Америці. Президент США Джон Фіцджеральд Кеннеді відчайдушно намагається зберегти своє лідерство та не дати війні перерости у Третю світову війну.

## Відгуки
Бомба Кастро була фіналістом нагороди Sidewise Award 2012, довга форма. Блейн Пардо вважав, що в романі є «великі прогалини».